# Alex Fraser (homme politique)
Pour les articles homonymes, voir Alexander Fraser et Fraser.
Alexander Vaughan Fraser (22 juin 1916–9 mai 1989) est un homme politique canadien de la Colombie-Britannique. Il est député provincial créditiste de la circonscription britanno-colombienne de Cariboo de 1969 jusqu'à 1989.
Il est ministre dans les gouvernements de Bill Bennett et Bill Vander Zalm, occupant la fonction de ministres des Transports et des Autoroutes pendant onze ans, de 1975 à 1986.

## Biographie
Né à Victoria en Colombie-Britannique, Fraser devient homme d'affaires à Quesnel dans la région de Cariboo. Durant la Seconde Guerre mondiale, il s'enrôle dans le Royal Canadian Army Service Corps (en) en Colombie-Britannique et en Ontario de 1942 à mars 1946.
Il entre en politique en devenant conseiller municipal du village de Quesnel en 1949. L'année suivant, en 1950, il devient maire du village, qui deviendra une ville en 1958, et le demeure pendant près de vingt ans jusqu'en 1969. Durant cette période, il sert comme président de l'Union des municipalités de Colombie-Britannique (Union of B.C. Municipalities) et président du District régional de Cariboo.
Tombé malade à la suite du diagnostic d'un cancer de la gorge, il perd la voix lors d'une chirurgie. Se représentant à l'élection de 1986, Fraser meurt en fonction des conséquences d'un cancer de la gorge à Quesnel en mai 1989 à l'âge de 72 ans.

## Famille
Son père, John Fraser est également député de Cariboo, en tant que conservateur, de 1909 à 1916, ainsi que député fédéral conservateur de Cariboo de 1869 à 1900.

## Hommage
Le pont Alex Fraser (en), au dessus de la fleuve Fraser reliant Richmond-New Westminster à North Delta de Vancouver, est nommé en son honneur. Une section de l'autoroute 91, ainsi que le Alex Fraser Research Forest (en) de la faculté de foresterie de l'université de la Colombie-Britannique près de Williams Lake rappelle sa mémoire. Un parc de Quesnel est aussi nommé en son nom.